# Befordran

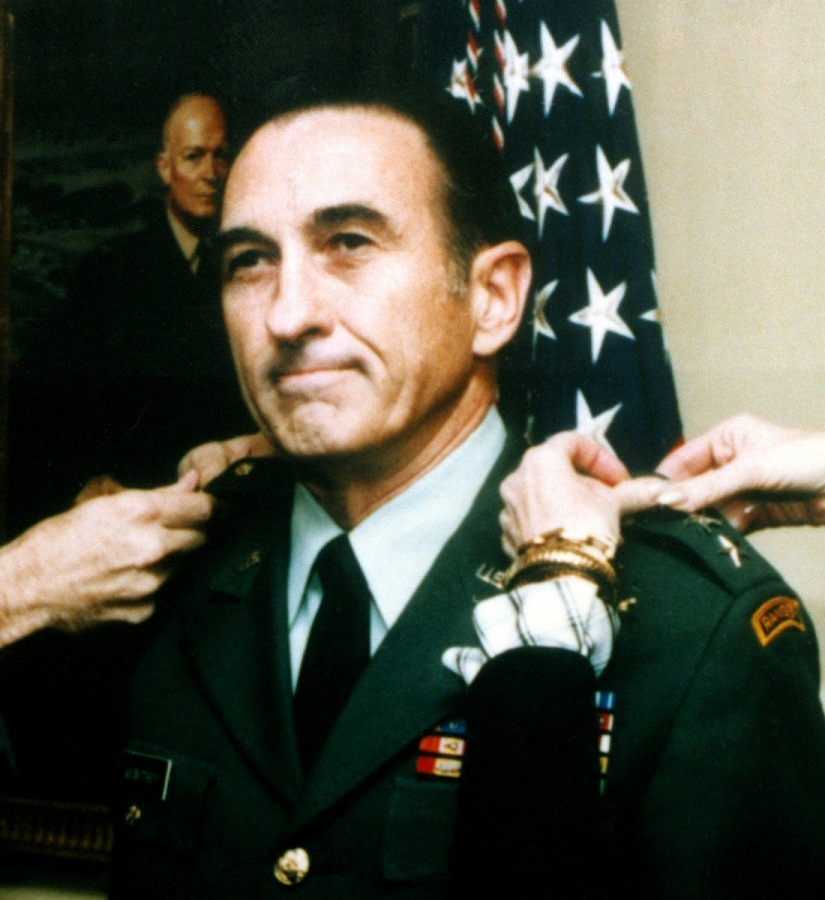
Befordran av Louis C. Menetrey i USA:s armé.

Befordran är att byta från en lägre tjänst till en högre, det vill säga till en tjänst som är mer prestigefylld och högre avlönad, ofta också svårare att fullgöra. 
Tillsättandet av tjänstemän är en viktig del av statsförvaltningen. Myndigheterna följer en viss ordning, beaktar vissa omständigheter, och de personligen intresserade har rätt att kräva att det görs på ett visst sätt. På grund av detta uppkommer ibland befordringsmål, en särskild klass av rättsärenden, där inte endast det formella förfaringssättet är bestämt, utan också de materiella omständigheter som på vilka myndigheternas beslut ska grunda sig på och som därför kallas befordringsgrunder.
Enligt svensk lag är befordringsgrunderna av tre slag: 
1. Sådana villkor som ställs för varje befattning i statens tjänst, nämligen oförvitligt uppförande, viss ålder och svenskt medborgarskap.
2. Sådana kvalifikationer som är specifika för vissa befattningar, till exempel viss universitetsexamen. Uppfyllandet av dessa villkor kallas kompetens till statens tjänst, och den är olika för olika befattningar.
3. Personens specifika kvalifikation till viss statstjänst som får sin egentliga betydelse vid jämförelse mellan flera befordringssökande.

Enligt regeringsformen ska vid tillsättning av statlig tjänst avseende endast fästas vid sakliga grunder, såsom förtjänst och skicklighet. 
Begreppet
skicklighet innefattar alla kvalifikationer för fullgörande av offentlig befattning, medan förtjänst
är utövande av det allmännas tjänst. Den, som kan påvisa större skicklighet annorlunda än genom tjänstgöring, bör få företräde framför en annan, som huvudsakligen åberopar förtjänst. 
Förfarandet vid tjänsters tillsättning är mycket olika, i det utnämningsrätten tillkommer olika myndigheter. Högre och viktigare ämbeten tillsätts av regeringen. I övrigt kan två klasser urskiljas; de som kan tillsättas utan ansökan, och de, för vilkas erhållande ansökan fordras. Till de förra hör högre ämbeten inom förvaltningen och domarkåren samt alla rent militära befattningar. Tjänster, som tillsätts efter ansökan, ska först förklaras lediga, ansökningar ska inlämnas, förslag skall upprättas, och slutligen sker utnämnandet. Det är just vid upprättandet av förslaget och vid utnämningen, som tillämpningen av befordringsgrunderna sker. Beträffande vissa tjänster förekommer också särskilda åtgärder, som ska följa efter förslaget, men föregå tillsättningen. En sådan är det yttrande om de sökandes skicklighet och kompetens som i vissa fall skall avges av en särskild myndighet.